# Едвард Марроу

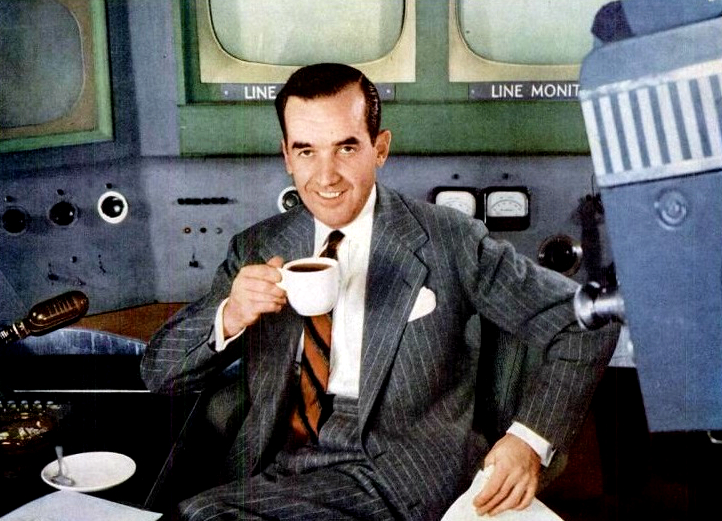
Едвард Марроу на телевізійних новинах, 1953

Едвард Марроу (при народженні Егберт Роско Марроу; 25 квітня 1908 – 27 квітня 1965) – американський теле- і радіожурналіст. Став відомим під час Другої Світової війни – його серія радіопередач для відділу новин CBS (на той час The Columbia Broadcasting System) збирала мільйони слухачів в Сполучених Штатах і Канаді. Тоді ж він зібрав команду іноземних кореспондентів, яка стала відома під назвою Хлопці Марроу.
Один з перших ведучих новин на телебаченні. Його діяльність у 1954 році призвела до громадського засудження сенатора Джозефа Маккарті.

## Дитинство і юнацтво
Марроу народився біля міста Ґрінсборо в окрузі Ґілфорд, штат Північна Кароліна. Його батьки Роско і Етель були квакерами. З трьох братів Егберт був наймолодшим, щодо його походження можна сказати: «суміш англійського, шотландського, ірландського та німецького». Сім'я жила на фермі у хаті без електрики і водопроводу та заробляла лише кілька сотень доларів на рік з кукурудзи і сіна.
Коли Марроу було шість років, його сім'я переїхала до округу Скеджіт в західній частині штату Вашингтон. Він навчався в середній школі в сусідньому містечку Едісон. У випускному класі був президентом студентського органу і досяг успіху під час командних дебатів. Він також був членом баскетбольної команди, яка виграла чемпіонат Скеджіт.
Після закінчення середньої школи в 1926 році Марроу вступив до Коледжу штату Вашингтон (зараз Університет штату Вашингтон) в Пуллмені і зрештою став спеціалістом з мови. Він також брав активну участь у політиці коледжу як член братства Каппа Сігма. Юнаком Марроу отримав прізвисько «Ед» і на другому році в коледжі він змінив ім'я Егберт на Едварда. У 1929 році на щорічній конвенції Національної студентської федерації Америки Марроу виступив із закликом до студентів коледжу бути більш зацікавленими в національних і світових справах; після цього його обрали президентом федерації. Отримавши ступінь бакалавра в 1930 році він переїхав назад на схід до Нью-Йорку.
Марроу був помічником директора Інституту міжнародної освіти з 1932 по 1935 і виконував повноваження заступника секретаря Екстреного комітету з допомоги іноземним вченим-біженцям, допоміг видатним німецьким вченим, які були звільнені з академічних позицій.
Він одружився з Джанет Хантінгтон Брюстер 12 березня 1935 року. Їхній син, Чарльз Кейсі Марроу, народився в західному Лондоні 6 листопада 1945 року.

## Кар'єра в CBS
Марроу приєднався до CBS як директор з переговорів і освіти в 1935 році і залишався в структурі протягом усієї своєї кар'єри. У CBS тоді не було кадрів з відділу новин, за винятком диктора Боба Траута. Робота Марроу полягала в тому, щоб організувати ньюсмейкерів, які будуть з'являтися в ефірі, і обговорювати питання дня. Траут давав поради Марроу, як ефективно спілкуватися на радіо.
Марроу вирушив до Лондона в 1937 році як директор європейських операцій CBS. Посада не включала репортажі наживо, він повинен був переконати європейських діячів транслювати по мережі CBS, що знаходилась в прямій конкуренції з двома радіомережами NBC. Марроу запропонував журналісту Вільяму Ширеру зайняти аналогічну посаду на континенті. Ці двоє чоловіків стали засновниками радіожурналістики.

### Радіо
Перший проблиск слави Марроу трапився у березні 1938 під час Аншлюсу, в якому Адольф Гітлер здійснив анексію Австрії нацистською Німеччиною. Поки Марроу був у Польщі, організовуючи трансляцію дитячих хорів, він отримав повідомлення від Ширера про анексію і дізнався, що обладнання австрійського державного радіо не дозволяє Ширеру повідомити про це. Марроу негайно послав Ширера в Лондон, де він без цензури виступив з розповіддю очевидця Аншлюсу. Марроу потім найняв літак з Варшави до Відня, щоб забрати колегу.
На прохання CBS New York (виконавчого директора Уільяма Пейлі або режисера новин Пола Уайта), Марроу і Ширер організували European News Roundup (Огляд Європейських Новин) щодо реакції на Аншлюс, в якому заради єдиної трансляції зібралися разом кореспонденти з різних європейських міст. 13 березня 1938 відбулася спеціальна трансляція з ведучим Бобом Траутом в Нью-Йорку, в тому числі, з Ширером в Лондоні (з депутаткою-лейбористкою Еллен Уілкінсон), репортером Едгаром Моурером з Chicago Daily News в Парижі, кореспондентом П'єром Гуссом з Міжнародної служби Новин в Берліні і сенатором Льюїсом Швелленбахом у Вашингтоні, округ Колумбія. Репортер Франк Гервасій був не в змозі знайти передавач для трансляції реакції італійської столиці, але передав телефоном свій текст в Лондон Ширеру, який прочитав його наживо. В своєму першому прямому ефірі Марроу повідомив: «Це Едвард Марроу говорить з Відня….Вже майже о пів на третю ранку, і гер Гітлер ще не прибув».
Трансляція вважалася революційною в той час. Передаючи багатопозиційні, живі репортажі в дні до сучасних технологій (і без можливості кожної зі сторін обов'язково чути один одного) вона вийшла майже бездоганною. Її специфіка стала основою для World News Roundup – найстарішого новинного мовлення, що досі працює кожен будній день вранці і ввечері на CBS Radio Network.
У вересні 1938 року Марроу і Ширер були постійними учасниками висвітлення на CBS кризи в Судетської області в Чехословаччині, яку Гітлер бажав для Німеччини і зрештою отримав у Мюнхенській угоді. Їх критичний репортаж посилив американський апетит до радіо новин, разом з тим слухачі регулярно чекали короткохвильові передачі Марроу, представлені аналітиком Кальтенборном в Нью-Йорку словами: «Дзвонить Ед Марроу …в ефірі Ед Марроу».
Протягом наступного року, на початку Другої світової війни Марроу знаходився в Лондоні. Репортажі Вільяма Ширера з Берліна принесли йому національну популярність і позицію коментатора у CBS News після його повернення в США в грудні 1940 року. Коли почалася війна у вересні 1939 року, Марроу залишався в Лондоні, а пізніше здійснював радіо трансляції наживо у розпалі Лондонського бліцу в програмі London After Dark. Передачі новин ніколи так не розбурхували радіо аудиторію, як ці трансляції: висвітлення попередньої війни в основному було надано газетами, поряд з кінохронікою; тодішні радіопрограми новин попросту являли собою читання диктором звітів служби новин.

## Друга світова війна
Передачі Марроу, особливо під час Бліцу, починалися з фрази, що стала його фірмовою: «Це Лондон», — промовленою з акцентом на слові Це з подальшим відтінком паузи перед рештою фрази. Його колишній вчитель мови Іда Лу Андерсон припустив, що ця фраза є більш лаконічною альтернативою, яку він успадкував від свого попередника на CBS Europe, Сезара Саєрчінгера: «Добридень, Америка. Говорить Лондон». Фраза Марроу стала синонімічною до диктора і його мережі.
Марроу домігся статусу великої знаменитості в результаті своїх воєнних передач. Упродовж них народилася його друга фірмова фраза. Наприкінці 1940 року, коли німці бомбардували місто щоночі, лондонці, які не обов'язково могли побачити один одного наступного ранку, часто закінчували свої розмови словами «На добраніч, і удачі». Майбутня британська монархиня, принцеса Єлизавета, так і сказала Заходу в прямому радіозверненні в кінці року: «На добраніч, і удачі всім вам». Так, в кінці однієї трансляції у 1940, Марроу закінчив свою частину словами «На добраніч, і удачі». Вчитель мови Андерсон наполягав, щоб він дотримувався неї, і так народилася друга фірмова фраза Марроу.
Коли Марроу повернувся в США в 1941 році, CBS організував 2 грудня вечерю на його честь у готелі Волдорф-Асторія. 1100 гостей були присутні на вечері, що транслювалася через мережу. Франклін Д. Рузвельт надіслав телеграму «з поверненням», яку було зачитано на вечері, і глава Бібліотеки Конгресу Арчибальд Макліш присвятив панегірик, що прокоментував вплив й інтимність воєнних донесень Марроу.
Напад Японії на Перл-Гарбор відбувся менш ніж через тиждень після цієї промови, і США вступили у війну на боці Антигітлерівської коаліції.
Марроу літав на 25 бойових завдань коаліції в Європу під час війни, записуючи для відкладеної трансляції додаткові репортажі з літаків, що гули над Європою. Уміння Марроу створювати яскраві описи того, що відбувається навколо або внизу, отримані частково під час тренувань з мови в коледжі, сприяли ефективності його радіопередач.

Коли воєнні дії розширилися, Марроу розширив CBS News у Лондоні в те, що Харрісон Солсбері описує як «найкращий штат з новин, що коли-небудь хтось збирав в Європі». Результатом була група репортерів, визнаних за їх інтелект і описові здібності.
Марроу настільки тісно співпрацював з англійцями, що в 1943 році Вінстон Черчилль запропонував зробити його генеральним директором BBC, відповідальним за продукцію. І хоча він відмовився від роботи, під час війни Марроу закохався в невістку Черчілля Памелу. У неї були інші американські коханці, серед яких Аверелл Гарріман, за якого вона вийшла заміж через багато років. Памела хотіла, щоб Марроу одружився з нею, і він розмірковував над цим. Однак, після того, як його дружина народила їх єдину дитину Кейсі, він закінчив роман.

12 квітня 1945 Марроу та Білл Шедел були першими репортерами концтабору Бухенвальд у Німеччині. Він зустрівся з виснаженими в'язнями, дітьми з ідентифікаційними позначками, і побачив «тіла, розташовані як дрова» в крематорії. У своїй доповіді три дні потому, Марроу сказав:
Я прохаю вас повірити в те, що я сказав про Бухенвальд. Я повідомив про те, що бачив і чув, але тільки частину з того. Для більшості у мене немає слів… Якщо я образив вас цим досить спокійним звітом про Бухенвальд, то я ні в якій мірі не жалкую.
– Уривок із звіту Марроу про Бухенвальд 15 квітня 1945.

## Післявоєнна кар'єра

### Радіо

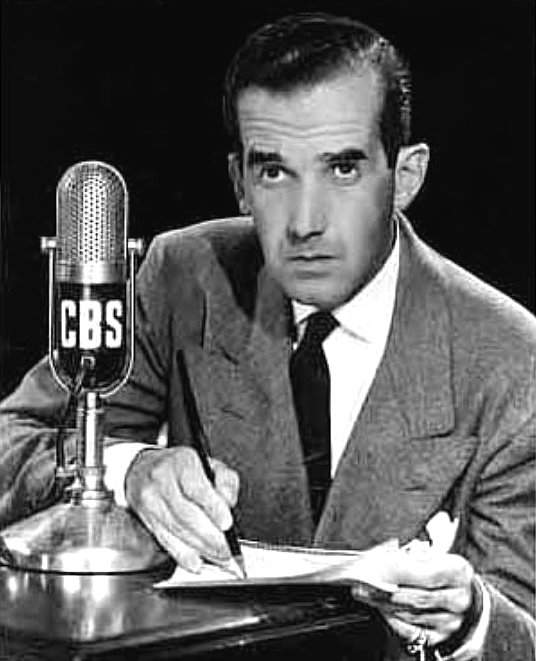
Марроу висвітлює Королівське Весілля у Лондоні, 1947

У грудні 1945 року Марроу неохоче прийняв пропозицію Пейлі стати віце-президентом мережі і главою CBS News, і зробив свій останній репортаж з Лондона в березні 1946 року. Стосунки між Марроу і Ширером закінчилися в 1947 році під час одного з великих протистоянь американської радіожурналістики, коли Ширер був звільнений з CBS. Він сказав, що подає у відставку в розпал інтерв'ю, але його дійсно звільнили. Суперечка почалася, коли Дженсон Баттон Вільямс, творець крему для гоління, зняв своє спонсорство з недільної програми новин Ширера. CBS, де Марроу був тоді віце-президентом зі зв'язків з громадськістю, вирішили «рухатися в новому напрямку», найняти нового ведучого, і дозволити Ширеру піти. Є різні версії цих подій. Версія Ширера не була оприлюднена до 1990 року.
Ширер стверджував, що основа його проблем у тому, що мережа і спонсор не підтримували його через критичні коментарі до доктрини Трумена, а також через інші коментарі, які не відповідали масовим тенденціям. Ширер разом з прихильниками відчував, що був у наморднику через свої погляди. У той час, як Марроу відчував, що Ширер жив за рахунок високої репутації і не працював досить важко, щоб підтримати результати його власних досліджень. Марроу і Ширер не відновили свою тісну дружбу.
Цей випадок прискорив бажання Марроу залишити свою посаду мережевого віце-президента і повернутися до передач новин, і це зумовило появу його власних проблем з другом Пейлі, босом CBS.
Марроу і Пейлі зблизилися, коли сам голова мережі приєднався до воєнної діяльності, створивши радіостанції коаліції в Італії та Північній Африці. Після війни, він часто звертався безпосередньо до Пейлі, щоб вирішити будь-які проблеми. «Ед Марроу був єдиним справжнім другом Білла Пейлі в CBS», – відзначив біограф Марроу Йосип Персико.
Марроу повернувся в ефір у вересні 1947, взявши на себе вечірню передачу о 7:45, спонсором якої був Campbell Soup, а ведучим — його старий друг Боб Траут.
У 1950 році Марроу транслював півгодинний документальний радіофільм під назвою «Справа для літаючих блюдець». Він запропонував збалансований погляд на НЛО, предмет широкого інтересу в той час. Марроу взяв інтерв'ю і у Кеннета Арнольда (звіт якого у 1947 швидко викликав інтерес до НЛО) і у астронома Дональда Мензела (який стверджував, що доповіді про НЛО можуть пояснити як люди роблять помилки у розпізнаванні інших явищ).
З 1951 по 1955 Марроу був ведучим програми This I Believe, що запропонувала звичайним людям можливість висловитися протягом п'яти хвилин на радіо.
Марроу продовжував представляти щоденні звіти радіо новин на CBS Radio Network до 1959. Він також записав серію оповідних «історичних платівок» для Columbia Records під назвою I Can Hear It Now, з чим почалося його партнерство з продюсером Фредом У. Френдлі. У 1950 році записи перетворилися в щотижневе CBS Radio show Hear It Now, з ведучим Марроу і співпродюсером Френдлі.

### Телебачення і фільми

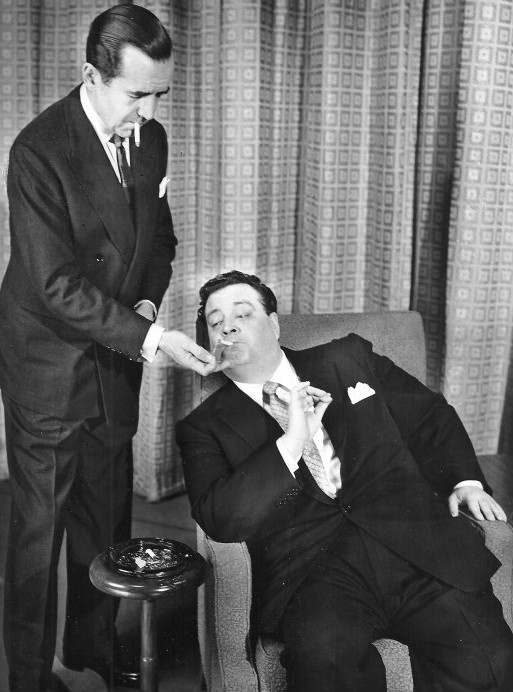
Джекі Глісон та Едвард Марроу на передачі Person to Person, 1956

На початку 1950 Марроу розпочав свою телевізійну кар'єру, з'являючись в редакційних «кінцівках» на CBS Evening News і у висвітленні спеціальних заходів. Це сталося, незважаючи на його власні побоювання з приводу нового медіа і його акценту більше на зображеннях, ніж на ідеях.
18 листопада 1951 передача Hear It Now переїхала до телебачення і була перейменована на See It Now. У першому епізоді Марроу пояснює: «Це стара команда, що намагається вивчити нову професію».
У 1952 році Марроу показав політичний документальний фільм «Альянс за мир», інформаційний засіб новоутвореного SHAPE, що детально розповів про наслідки плану Маршалла за фактом зруйнованої війною Європи.
У 1953 році Марроу запустив друге щотижневе ТВ-шоу, серію інтерв'ю зі знаменитостями під назвою Person to Person.

#### Критика маккартизму
See It Now була зосереджена на ряді спірних питань в 1950-х, але її більше пам'ятають як шоу, що критикувало політику маккартизму і Червоної загрози і що сприяло, якщо не призвело, політичну загибель сенатора Джозефа Маккарті.
9 березня 1954 Марроу, Френдлі і їх команда журналістів представили півгодинну See It Now під спеціальною назвою «Доповідь про сенатора Джозефа Маккарті». Марроу планував зробити таку трансляцію, відтоді як See It Now дебютувала і отримала підтримку багатьох колег, у тому числі Білла Даунса. Тим не менш, Френдлі хотів дочекатися слушного моменту, щоб це зробити. Марроу використав уривки з виступів і декларацій Маккарті для критики сенатора і вказав на епізоди, де він суперечить сам собі. Марроу і Френдлі заплатили за їх власну рекламу в газеті для програми; їм не дозволялося використовувати гроші CBS в рекламній кампанії або навіть використовувати логотип CBS.
Трансляція сприяла загальнонаціональної реакції проти Маккарті і розглядалася як переломний момент в історії телебачення. Вона викликала десятки тисяч листів, телеграм і телефонних дзвінків в штаб-квартиру CBS, з 15 до одного на захист. У ретроспекції, зробленій для програми «Біографія», Френдлі відзначив, як водії вантажівок зупинилися біля Марроу на вулиці в наступні дні і крикнули «Відмінне шоу, Ед».
Марроу запропонував Маккарті з'явитися на See It Now, щоб відповісти на критику. Маккарті прийняв запрошення і з'явився через три тижні, але його спростування послужили тільки для подальшого зменшення його вже затухаючої популярності.
У програмі після появи Маккарті, Марроу зазначив, що сенатор «жодного разу не звернувся до будь-якої констатації факту, які ми зробили», і відвів звинувачення Маккарті на самого себе.

##### Пізня телевізійна кар'єра
Безсторонній підхід Марроу до новин, однак, забезпечив йому вплив у світі телебачення. See It Now іноді отримувала високі рейтинги (зазвичай, коли вона розглядала особливо проблемне питання), але в цілому програма не була дуже популярною на прайм-тайм телебаченні.
Коли почалися шоу-вікторини і взяли штурмом телевізор в середині 1950-х, Марроу зрозумів, що дні See It Now як щотижневого шоу були пораховані. (Біограф Джозеф Персико зазначає, що Марроу, дивлячись ранній епізод «Питання на $ 64,000» в ефірі перед своєю See It Now, повернувся до Френдлі і запитав, як довго вони сподіваються утримувати їх ефірну лінійку).
See It Now було викинуто з його щотижневої лінійки в 1955 році після того, як спонсор Алкоа прибрав свою рекламу, але шоу залишилось як серія нерегулярних спеціальних випусків новин, які визначили висвітлення телевізійної документалістики. Незважаючи на престиж шоу, у CBS були проблеми з постійним спонсором відколи воно виходило в ефір з перервами в новій ефірній лінійці (у неділю о 17:00 наприкінці 1956) і не могло отримати регулярну аудиторію.
У 1956 році Марроу виділив час на роль телевізійного оповідача спеціального прологу для пригодницького твору Майкла Тодда «Навколо світу за 80 днів». Незважаючи на те, що пролог в цілому не був включений до телемовлення фільму, він був в домашніх відео-релізах.

###### Вихід з CBS
Репортажі Марроу викликали систематичні конфлікти з CBS, особливо з його головою Біллом Пейлі, про що Френдлі узагальнив в своїй книзі «Внаслідок Обставин Поза нашим Контролем». See It Now закінчилася зовсім влітку 1958 після зіткнення в офісі Пейлі. Марроу поскаржився Пейлі, що він не може продовжувати шоу, коли мережа продовжує забезпечувати (без консультації з Марроу) рівний час суб'єктам, які почуваються скривдженими програмою.
За словами Френдлі, Марроу запитав Пейлі, чи збирається він знищити See It Now, в яке головний виконавчий CBS вклав так багато. Пейлі відповів, що він не хоче мати постійний біль у животі щоразу, коли Марроу висвітлює спірне питання.

Фінальна трансляція See It Now, «Дивіться на Рур» (висвітлення післявоєнної Німеччині), була в ефірі 7 липня 1958. Три місяці по тому, 15 жовтня 1958 року, в своїй промові перед Асоціацією Директорів Новин Радіо і Телебачення в Чикаго, Марроу розкритикував акцент телебачення на розвагах та комерціалізації за рахунок суспільного інтересу в його промові «дроти і лампочки»:

Під час щоденних періодів пікового перегляду, телебачення в основному ізолює нас від реалій світу, в якому ми живемо. Якщо такий стан справ збережеться, ми можемо змінити рекламний слоган наступним чином: Дивіться зараз, платіть потім.

Суворий тон чиказької промови серйозно пошкодив дружбу Марроу і Пейлі, який відчував, що Марроу кусає руку, яка його нагодувала. Перед його смертю, Френдлі сказав, що виступ на АДНРТ зробив більше, ніж шоу з Маккарті для того, щоб розірвати відносини між босом CBS і його найвшанованішими журналістами.
Після закінчення See It Now, Марроу був запрошений Демократичною партією Нью-Йорку балотуватися в Сенат. Пейлі був у захваті і підштовхував його зробити це. Гаррі Трумен зауважив, що його вибір був між молодшим сенатором від Нью-Йорка і Едвардом Марроу, улюбленим тележурналістом і героєм мільйонів. Марроу послухав Трумена.
Починаючи з 1958 року, Марроу ведучий ток-шоу під назвою Small World, що збирало політичних діячів на дебати один-до-одного. У січні 1959 року, він з'явився на «Газети і люди» з Луї Ліоні на каналі WGBH, обговорюючи обов'язки телевізійної журналістики.
Після участі у першому епізоді документального серіалу CBS Reports, Марроу з великою фізичною напругою через конфлікти і розчарування в CBS, взяв відпустку з літа 1959 до середини 1960-х, хоча він продовжував працювати над CBS Reports і Small World протягом цього періоду. Френдлі, виконавчий продюсер CBS Reports, хотів щоб мережа дозволила Марроу знову бути його співпродюсером після відпустки, але в кінцевому підсумку йому відмовили.
Останнім етапом Марроу на великому телебаченні був репортажний та оповідаючий епізод CBS Reports «Врожай ганьби», звіт про тяжке становище сільськогосподарських робітників-мігрантів в Сполучених Штатах. З режисером Френдлі і продюсером Девідом Лоу, він з'явився у листопаді 1960 року, відразу після Дня подяки.
Марроу зіграв себе в британському кіно "Потопити «Бісмарк» в 1960 році, відтворюючи деякі з військових передач, що він робив з Лондона для CBS.
Марроу пішов з CBS, щоб зайнняти посаду глави Інформаційного агентства Сполучених Штатів, батька Голосу Америки, в січні 1961 року. Президент Джон Ф. Кеннеді запропонував Марроу пропозицію, яку він розглядав як «своєчасний дар». Президенту CBS Френку Стентону пропонували цю роботу, але він відмовився, припускаючи, що Марроу її теж запропонують.
16 вересня 1962 року Марроу впровадив освітнє телебачення в Нью-Йорку за допомогою нової трансляції каналу WNDT, який став WNET.

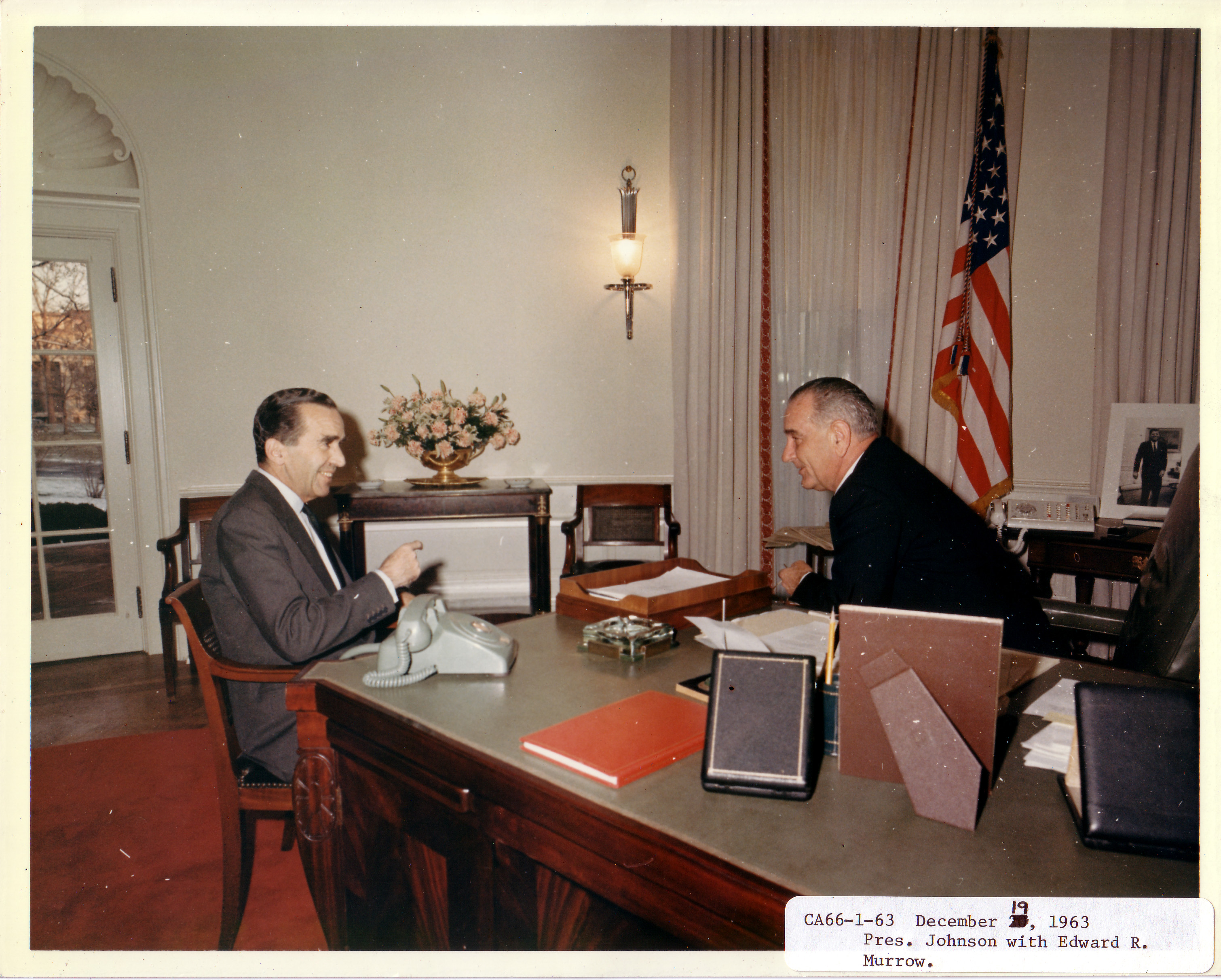
Президент Ліндон Джонсон і Едвард Марроу в Овальному кабінеті, 1963

### Директор Інформаційного агентства Сполучених Штатів
Призначення Марроу главою Інформаційного агентства Сполучених Штатів розглядалося як вотум довіри в агентстві, яке передає офіційну думку уряду громадськості інших країн. ІА було під вогнем в епоху маккартизму, і Марроу повернув принаймні одного з жертв Маккарті, Ріда Харріса. Марроу наполягав на високому рівні президентського доступу, розповідаючи Кеннеді: «Якщо ви хочете моєї участі в приземленнях, то я краще буду там і на зльотах». Проте, ранні ознаки раку завадили йому взяти активну участь в плануванні Операції у затоці Свиней. Він консультував президента під час Карибської кризи, але захворів тоді, коли президент був убитий. Марроу був залучений до В'єтнаму, бо ІА було призначено переконати журналістів в Сайгоні, що уряд Нго Дінь Д'єм втілив мрії і надії в'єтнамського народу. Марроу знав, що уряд Д'єм не зробив нічого подібного. Президент Ліндон Джонсон прохав його залишитися, і Марроу послухав, але пішов у відставку на початку 1964, пославшись на хворобу. Перед від'їздом його остання рекомендація від Баррі Зортана наказувала бути головним представником уряду США в Сайгоні.
Знаменитість Марроу дала агентству більш високий профіль, який, можливо, допоміг йому залучити більше грошей від Конгресу. Його переміщення на владну позицію — Марроу був членом Ради національної безпеки, а це позиція назавжди — призвело до незручного інциденту незабаром після прийняття роботи; він попрохав BBC не показувати його документальний фільм «Врожай ганьби» для того, щоб не зашкодити європейському погляду на США, проте ВВС відмовилися, ніби це покупало їх сумлінність. Британські газети були в захваті з іронії ситуації, а один журналіст «Daily Sketch» сказав: «Якщо Марроу будує Америку так само вміло, як він розірвав її на шматки минулої ночі, пропагандувати війну так само добре, як перемагати».

## Смерть
Завзятого курця протягом всього життя, Марроу майже ніколи не бачили без цигарок Camel. Повідомляли, що він палив між шістдесятьма і шістдесят п'ятьма цигарками в день, що дорівнюється приблизно трьом пачкам. See It Now була першою телевізійною програмою, що дала звіт про зв'язок між курінням і раком; Марроу сказав під час шоу «Я сумніваюся, що я міг би прожити півгодини без сигарети з усіма зручностями чи легкістю». У нього розвинувся рак легенів і він жив протягом двох років після операції з видалення лівої легені.
Марроу помер у своєму будинку 27 квітня 1965 через два дні після його 57-го дня народження. Друг і колега Марроу Ерік Севарейд сказав про нього: «Він був падаючою зіркою; і ми будемо жити в його післясвітінні дуже довгий час». CBS зробили меморіальну програму, яка включала рідкісну появу на камері Пейлі.